# National Historic Landmark in Nevada
L'elenco dei National Historic Landmarks in Nevada contiene i punti di riferimento designati dal governo federale statunitense per lo stato del Nevada. Ci sono 8 National Historic Landmarks (NHL) in Nevada. Il programma U.S. National Historic Landmark è gestito sotto l'egida del National Park Service e riconosce strutture, distretti, oggetti e risorse simili a livello nazionale in base ad un elenco di criteri di rilevanza nazionale. Il Nevada ospita 8 di questi punti di riferimento, evidenziando in particolare la storia del Nevada come stato di frontiera e altri temi. The National Historic Landmarks Survey: l'elenco dei monumenti storici nazionali per Stato elenca sette punti di riferimento, ma comprende due volte il Leonard Rockshelter e non menziona la Francis G. Newlands Home. Tuttavia, l'elenco NHL li elenca correttamente.
La tabella riportata di seguito elenca tutti e 8 questi siti, insieme a dettagli aggiunti e descrizione.
| N. | Nome                                                            | Foto | Data designata                | Luogo         | Contea                           | Descrizione |
| -- | --------------------------------------------------------------- | ---- | ----------------------------- | ------------- | -------------------------------- | --- |
| 1  | Fort Churchill                                                  |      | 5 novembre 1961 (#66000456)   | Weeks         | Lyon                             | Così chiamato in onore di Sylvester Churchill, era un forte dell'U.S. Army costruito nel 1861 per fornire protezione ai primi coloni. |
| 2  | Fort Ruby                                                       |      | 5 novembre 1961 (#66000460)   | Hobson        | White Pine                       | Forte costruito durante la Guerra Civile Americana per proteggere le vie di comunicazione tra l'Unione e la California, attraverso l'Overland Trail. Lo stato di Landmark è in fase di revisione a causa di danni causati dal fuoco.                                                                              |
| 3  | Diga di Hoover                                                  |      | 20 agosto 1985 (#81000382)    | Boulder City  | Clark (e Contea Mohave, Arizona) | Diga di tipo arco-gravità del fiume Colorado. Il più grande impianto di produzione di energia idroelettrica al mondo e, quando venne completata nel 1935, era la più grande struttura in calcestruzzo. |
| 4  | Leonard Rockshelter                                             |      | 20 gennaio 1961 (#66000457)   | Lovelock      | Pershing                         | Scoperto nel 1936, si tratta di un sito archeologico che mostra l'insediamento dal 6700 a.C. fino al 1400 d.C. |
| 5  | McKeen Motor Car #70 (Virginia & Truckee Railway Motor Car #22) |      | 16 ottobre 2012 (#05000968)   | Carson City   | —                                | Uno dei pochi vagoni ferroviari McKeen sopravvissuti. Ripristinato alla condizione operativa nel 2010. |
| 6  | Nevada Northern Railway, East Ely Yards                         |      | 20 settembre 2006 (#93000693) | Ely           | White Pine                       | Il Nevada Northern è uno dei complessi di officine ferroviarie dell'inizio del ventesimo secolo meglio conservati degli Stati Uniti. |
| 7  | Francis G. Newlands Home                                        |      | 23 maggio 1963 (#66000459)    | Reno          | Washoe                           | Questa è stata la casa di Francis G. Newlands dal 1890 fino alla sua morte avvenuta nel 1917, compreso il periodo nel quale ha servito come Deputato e Senatore. È principalmente noto per il suo Reclamation Act of 1902, che portò ad un massiccio investimento federale nell'irrigazione dell'ovest americano. |
| 8  | Virginia City Historic District                                 |      | 4 luglio 1961 (#66000458)     | Virginia City | Lyon e Storey                    | Virginia City è stata un prototipo per le città minerarie di frontiera e deve il suo successo alla scoperta di Comstock Lode del 1859. |